# Bothel Beck
Der Bothel Beck ist ein Fluss in Cumbria, England. Der Bothel Beck entsteht südlich von Bothel und fließt in nördlicher Richtung östlich an diesem Ort vorbei. Nördlich des Ortes vereinigt er sich mit dem Eller Beck zum Gill Gooden.